# Capo Plaza
Capo Plaza (* 20. April 1998 in Salerno als Luca D’Orso) ist ein italienischer Rapper.

## Werdegang
Capo Plaza debütierte 2013 auf YouTube mit dem Lied Sto giù, im Alter von 15 Jahren. Zusammen mit dem Rapper Peppe Soks veröffentlichte er weitere Lieder, auch in Zusammenarbeit mit Sfera Ebbasta und Izi, und erregte die Aufmerksamkeit des römischen Labels Quadraro Basement, bei dem die beiden 2016 das Streetalbum Sulamente nuje veröffentlichten. Es folgte das Lied Nisida. Ende des Jahres nahm Ghalis Label Sto Records den Rapper unter Vertrag und verhalf ihm zu zunehmender Popularität. 2017 veröffentlichte er das erfolgreiche Lied Giovane fuoriclasse, 2018 erschien schließlich das erste offizielle Album 20, das die Chartspitze erreichte. Die Single Non cambierò mai hatte zuvor schon Platz eins der Charts erreicht.

## Diskografie

### Alben
| Jahr | Titel Musiklabel                 | Höchstplatzierung, Gesamtwochen, AuszeichnungChartplatzierungen (Jahr, Titel, Musiklabel, Platzierungen, Wochen, Auszeichnungen, Anmerkungen) | Höchstplatzierung, Gesamtwochen, AuszeichnungChartplatzierungen (Jahr, Titel, Musiklabel, Platzierungen, Wochen, Auszeichnungen, Anmerkungen) | Anmerkungen                                               |
| Jahr | Titel Musiklabel                 | IT | CH | Anmerkungen                                               |
| ---- | -------------------------------- | --- | --- | --------------------------------------------------------- |
| 2018 | 20 Plaza Music (WMG)             | IT1 ×5Fünffachplatin · (329 Wo.)IT | CH25 (1 Wo.)CH | Erstveröffentlichung: 20. April 2018 Verkäufe: + 250.000  |
| 2021 | Plaza Plaza Music (WMG)          | IT1 ×3Dreifachplatin · (129 Wo.)IT | CH5 (5 Wo.)CH | Erstveröffentlichung: 22. Januar 2021 Verkäufe: + 150.000 |
| 2022 | Hustle Mixtape Plaza Music (WMG) | IT2 ×2Doppelplatin · (66 Wo.)IT | CH25 (2 Wo.)CH | Erstveröffentlichung: 3. Juni 2022 Verkäufe: + 100.000    |
| 2024 | Ferite Plaza Music (WMG)         | IT1 ×3Dreifachplatin · (28 Wo.)IT | CH4 (6 Wo.)CH | Erstveröffentlichung: 3. Mai 2024 Verkäufe: + 150.000     |

### Singles
| Jahr | Titel Album                                    | Höchstplatzierung, Gesamtwochen, AuszeichnungChartplatzierungen (Jahr, Titel, Album, Platzierungen, Wochen, Auszeichnungen, Anmerkungen) | Höchstplatzierung, Gesamtwochen, AuszeichnungChartplatzierungen (Jahr, Titel, Album, Platzierungen, Wochen, Auszeichnungen, Anmerkungen) | Anmerkungen                                                                 |
| Jahr | Titel Album                                    | IT | CH | Anmerkungen                                                                 |
| --- | ---------------------------------------------- | --- | --- | --------------------------------------------------------------------------- |
| 2016 | Nisida –                                       | IT94 Platin · (1 Wo.)IT | — | Erstveröffentlichung: 13. September 2016 Verkäufe: + 50.000                 |
| 2017 | Allenamento #2 –                               | IT31 ×3Dreifachplatin · (34 Wo.)IT | — | Erstveröffentlichung: 13. März 2017 Verkäufe: + 150.000                     |
| 2017 | Allenamento #3 –                               | IT23 ×2Doppelplatin · (24 Wo.)IT | — | Erstveröffentlichung: 13. März 2017 Verkäufe: + 100.000                     |
| 2017 | Giovane fuoriclasse 20                         | IT2 ×3Dreifachplatin · (36 Wo.)IT | — | Erstveröffentlichung: 18. Oktober 2017 Verkäufe: + 150.000; mit Ava         |
| 2018 | Non cambierò mai 20                            | IT1 Platin · (11 Wo.)IT | — | Erstveröffentlichung: 6. April 2018 Verkäufe: + 50.000                      |
| 2019 | So cosa fare –                                 | IT20 Platin · (11 Wo.)IT | — | Erstveröffentlichung: 20. Juni 2019 Verkäufe: + 70.000                      |
| 2019 | Colpo grosso Topboy                            | IT27 (2 Wo.)IT | — | Erstveröffentlichung: 18. Oktober 2019 mit Snik & Guè Pequeno feat. Noizy   |
| 2019 | Ho fatto strada –                              | IT13 Gold · (4 Wo.)IT | — | Erstveröffentlichung: 22. November 2019 Verkäufe: + 35.000                  |
| 2021 | Allenamento #4 Plaza                           | IT1 Platin · (10 Wo.)IT | CH97 (1 Wo.)CH | Erstveröffentlichung: 8. Januar 2021 Verkäufe: + 70.000                     |
| 2021 | Street Plaza                                   | IT4 Platin · (11 Wo.)IT | — | Erstveröffentlichung: 29. Januar 2021 Verkäufe: + 70.000                    |
| 2021 | Envidioso Plaza (Deluxe Edition)               | IT28 Gold · (4 Wo.)IT | — | Erstveröffentlichung: 16. April 2021 Verkäufe: + 35.000; feat. Morad        |
| 2021 | Panama Plaza (Deluxe Edition)                  | IT40 Gold · (8 Wo.)IT | — | Erstveröffentlichung: 18. Juni 2021 Verkäufe: + 35.000; feat. Aya Nakamura  |
| 2022 | Goyard Hustle Mixtape                          | IT50 (2 Wo.)IT | — | Erstveröffentlichung: 13. Mai 2022 feat. Ava                                |
| 2023 | Freddy Krueger Freestyle –                     | IT25 (2 Wo.)IT | — | Erstveröffentlichung: 29. September 2023                                    |
| 2023 | Nato Per Questo Ferite                         | IT14 Gold · (4 Wo.)IT | — | Erstveröffentlichung: 13. Oktober 2023 Verkäufe: + 50.000                   |
| 2024 | Acqua passata Ferite                           | IT12 Platin · (13 Wo.)IT | — | Erstveröffentlichung: 8. März 2024 Verkäufe: + 100.000                      |
| 2024 | Fino all’alba Ferite                           | IT12 Platin · (13 Wo.)IT | — | Erstveröffentlichung: 21. Juni 2024 Verkäufe: + 100.000; mit Takagi & Ketra |
| 2024 | Borse Hermès –                                 | IT42 (2 Wo.)IT | — | Erstveröffentlichung: 25. Oktober 2024                                      |
| 2025 | Non basta mai –                                | IT7 (… Wo.)IT | — | Erstveröffentlichung: 13. Juni 2025 feat. Bresh & Tony Effe                 |
| Folgende Lieder erschienen nicht als Single, wurden aber durch das Album zum Download und Streaming bereitgestellt und konnten somit eine Platzierung erlangen: |                                                | | |                                                                             |
| |                                                | | |                                                                             |
| 2018 | Tesla 20                                       | IT1 ×4Vierfachplatin · (102 Wo.)IT | — | Verkäufe: + 200.000; feat. Sfera Ebbasta & DrefGold                         |
| 2018 | Ne è valsa la pena 20                          | IT5 ×2Doppelplatin · (25 Wo.)IT | — | Verkäufe: + 100.000; feat. Ghali                                            |
| 2018 | Nike Boy 20                                    | IT19 Gold · (4 Wo.)IT | — | Verkäufe: + 25.000                                                          |
| 2018 | Come me 20                                     | IT24 Gold · (5 Wo.)IT | — | Verkäufe: + 25.000                                                          |
| 2018 | 20                                             | IT25 Gold · (3 Wo.)IT | — | Verkäufe: + 25.000                                                          |
| 2018 | Giù da me 20                                   | IT35 Platin · (5 Wo.)IT | — | Verkäufe: + 50.000                                                          |
| 2018 | Uno squillo 20                                 | IT39 ×2Doppelplatin · (12 Wo.)IT | — | Verkäufe: + 100.000                                                         |
| 2018 | Interlude (Ora è la mia ora) 20                | IT47 Gold · (3 Wo.)IT | — | Verkäufe: + 25.000                                                          |
| 2018 | Forte e chiaro 20                              | IT48 Platin · (3 Wo.)IT | — | Verkäufe: + 70.000                                                          |
| 2018 | Vabbene 20                                     | IT53 Platin · (3 Wo.)IT | — | Verkäufe: + 70.000                                                          |
| 2018 | J$ JP 20                                       | IT57 (2 Wo.)IT | — |                                                                             |
| 2018 | Taxi 20                                        | IT68 (1 Wo.)IT | — |                                                                             |
| 2018 | New Jeans 20 (Deluxe)                          | IT25 Gold · (3 Wo.)IT | — | Verkäufe: + 25.000                                                          |
| 2018 | Billets 20 (Deluxe)                            | IT27 Platin · (6 Wo.)IT | — | Verkäufe: + 70.000; feat. Ninho                                             |
| 2018 | Coupé 20 (Deluxe)                              | IT29 Gold · (3 Wo.)IT | — | Verkäufe: + 25.000                                                          |
| 2018 | Ratata 20 (Deluxe)                             | IT45 Gold · (2 Wo.)IT | — | Verkäufe: + 25.000                                                          |
| 2021 | Non Fare Così Plaza                            | IT2 ×3Dreifachplatin · (18 Wo.)IT | — | Verkäufe: + 300.000                                                         |
| 2021 | Demonio Plaza                                  | IT3 Platin · (5 Wo.)IT | — | Verkäufe: + 100.000; feat. Sfera Ebbasta                                    |
| 2021 | No Stress Plaza                                | IT7 Gold · (3 Wo.)IT | — | Verkäufe: + 35.000; feat. A Boogie wit da Hoodie                            |
| 2021 | VVS Plaza                                      | IT9 Gold · (3 Wo.)IT | — | Verkäufe: + 35.000; feat. Gunna                                             |
| 2021 | OMG Plaza                                      | IT10 Gold · (4 Wo.)IT | — | Verkäufe: + 35.000                                                          |
| 2021 | Plaza                                          | IT11 (2 Wo.)IT | — |                                                                             |
| 2021 | Track 1 Plaza                                  | IT17 (2 Wo.)IT | — |                                                                             |
| 2021 | Richard Mille Plaza                            | IT18 (2 Wo.)IT | — | feat. Lil Tjay                                                              |
| 2021 | Fiamme Alte Plaza                              | IT19 Gold · (2 Wo.)IT | — |                                                                             |
| 2021 | Ferrari Plaza                                  | IT27 (2 Wo.)IT | — | feat. Luciano                                                               |
| 2021 | Pochette Plaza                                 | IT33 (1 Wo.)IT | — |                                                                             |
| 2021 | Ultima Banco Plaza                             | IT43 (1 Wo.)IT | — |                                                                             |
| 2021 | Tevez Plaza                                    | IT46 (1 Wo.)IT | — |                                                                             |
| 2021 | Successo Plaza                                 | IT47 (1 Wo.)IT | — |                                                                             |
| 2022 | Capri Sun Hustle Mixtape                       | IT5 ×5Fünffachplatin · (69 Wo.)IT | — | Verkäufe: + 500.000                                                         |
| 2022 | Money Time Freestyle Hustle Mixtape            | IT78 Gold · (1 Wo.)IT | — | Verkäufe: + 50.000                                                          |
| 2022 | Rapstar Hustle Mixtape                         | IT82 Gold · (1 Wo.)IT | — | Verkäufe: + 50.000                                                          |
| 2022 | Stone Island Hustle Mixtape                    | IT88 (1 Wo.)IT | — |                                                                             |
| 2022 | Hustle Hustle Mixtape                          | IT98 (1 Wo.)IT | — |                                                                             |
| 2023 | Ray Liotta (Goodfellas) Effetto notte (L’Alba) | IT49 (1 Wo.)IT | — | mit Emis Killa, Jake La Furia & Baby Gang                                   |
| 2024 | Money Rain Ferite                              | IT2 Gold · (5 Wo.)IT | — | Verkäufe: + 50.000; feat. Lazza                                             |
| 2024 | Soldi arrotolati Ferite                        | IT5 Platin · (27 Wo.)IT | — | Verkäufe: + 100.000; feat. Anna                                             |
| 2024 | Ancora qua Ferite                              | IT6 Gold · (7 Wo.)IT | — | Verkäufe: + 50.000; feat. Tedua                                             |
| 2024 | Sottovuoto Ferite                              | IT8 Gold · (4 Wo.)IT | — | Verkäufe: + 50.000                                                          |
| 2024 | Ferite                                         | IT10 (3 Wo.)IT | — |                                                                             |
| 2024 | I Miss U Ferite                                | IT15 (3 Wo.)IT | — | feat. Tony Effe                                                             |
| 2024 | Oh Amore Ferite                                | IT17 (2 Wo.)IT | — |                                                                             |
| 2024 | Baby Girl Ferite                               | IT21 (2 Wo.)IT | — |                                                                             |
| 2024 | Memories Ferite                                | IT23 (2 Wo.)IT | — | feat. Annalisa                                                              |
| 2024 | Busy Ferite                                    | IT27 (2 Wo.)IT | — |                                                                             |
| 2024 | La ca$$a Ferite                                | IT28 (2 Wo.)IT | — | feat. Artie 5ive                                                            |
| 2024 | Mi riempi di chiamate Ferite                   | IT29 (2 Wo.)IT | — |                                                                             |
| 2024 | No drama Ferite                                | IT32 (2 Wo.)IT | — | feat. Mahmood                                                               |
| 2024 | Tutta la Night Ferite                          | IT38 (1 Wo.)IT | — |                                                                             |
| 2024 | Non c’è Love Ferite                            | IT41 (1 Wo.)IT | — |                                                                             |
| 2024 | Solo un’ora Ferite                             | IT43 (1 Wo.)IT | — |                                                                             |
| 2024 | Nuovo inizio Ferite (Deluxe Edition)           | IT15 (3 Wo.)IT | — | feat. Shiva                                                                 |
| 2024 | Nati bastardi Ferite (Deluxe Edition)          | IT25 (2 Wo.)IT | — | feat. Tony Effe                                                             |
| 2024 | Lo so che Ferite (Deluxe Edition)              | IT30 (12 Wo.)IT | — |                                                                             |
| 2024 | Dolce e amara Ferite (Deluxe Edition)          | IT68 (1 Wo.)IT | — |                                                                             |

Weitere Singles
- 2017: Allenamento #1 – IT: Gold (25.000+)

### Gastbeiträge
| Jahr | Titel Album                                     | Höchstplatzierung, Gesamtwochen, AuszeichnungChartsChartplatzierungen (Jahr, Titel, Album, Platzierungen, Wochen, Auszeichnungen, Anmerkungen) | Anmerkungen                                                                                               |
| Jahr | Titel Album                                     | IT | Anmerkungen                                                                                               |
| --- | ----------------------------------------------- | --- | --- |
| 2018 | Serio –                                         | IT11 Platin · (15 Wo.)IT | Erstveröffentlichung: 9. Februar 2018 Verkäufe: + 50.000; Emis Killa feat. Capo Plaza                     |
| 2018 | Trap Phone Sinatra                              | IT1 Platin · (12 Wo.)IT | Erstveröffentlichung: 7. September 2018 Guè Pequeno feat. Capo Plazo Verkäufe: + 50.000                   |
| 2019 | Gang Shit Trap Lovers Reloaded                  | IT4 Gold · (7 Wo.)IT | Erstveröffentlichung: 1. Februar 2019 Verkäufe: + 25.000; Dark Polo Gang feat. Capo Plaza                 |
| 2019 | Look Back at It –                               | IT19 (23 Wo.)IT | Erstveröffentlichung: 7. Juni 2019 A Boogie wit da Hoodie feat. Capo Plaza                                |
| 2019 | Pookie (Remix) –                                | IT2 ×3Dreifachplatin · (38 Wo.)IT | Erstveröffentlichung: 30. August 2019 Verkäufe: + 210.000; Aya Nakamura feat. Capo Plaza                  |
| 2019 | Mi ami o no –                                   | IT14 Platin · (12 Wo.)IT | Erstveröffentlichung: 5. September 2019 Verkäufe: + 70.000; Giaime & Andry the Hitmaker feat. Capo Plaza  |
| 2019 | C’est la vie Djungle                            | IT40 Gold · (4 Wo.)IT | Erstveröffentlichung: 8. November 2019 Verkäufe: + 35.000; Ty1 & Dosseh feat. Capo Plaza                  |
| 2019 | Holly & Benji –                                 | IT5 Gold · (8 Wo.)IT | Erstveröffentlichung: 13. Dezember 2019 Verkäufe: + 35.000; Ava feat. Capo Plaza & Shiva                  |
| 2020 | Fuego del calor (Remix) –                       | IT33 Platin · (11 Wo.)IT | Erstveröffentlichung: 28. Mai 2020 Verkäufe: + 70.000; Scott Storch feat. Ozuna, Tyga & Capo Plaza        |
| 2023 | Vetri neri –                                    | IT2 ×6Sechsfachplatin · (76 Wo.)IT | Erstveröffentlichung: 19. Mai 2023 Verkäufe: + 600.000; Ava feat. Anna & Capo Plaza                       |
| 2024 | Moon –                                          | IT1 Gold · (9 Wo.)IT | Erstveröffentlichung: 25. Januar 2024 Verkäufe: + 50.000; Ava feat. Capo Plaza & Tony Boy                 |
| 2024 | Bad Boy –                                       | IT14 Gold · (13 Wo.)IT | Erstveröffentlichung: 19. Juli 2024 Verkäufe: + 50.000; Finesse feat. Shiva, Capo Plaza & Ava             |
| Folgende Lieder erschienen nicht als Single, wurden aber durch das Album zum Download und Streaming bereitgestellt und konnten somit eine Platzierung erlangen: |                                                 | | |
| |                                                 | | |
| 2018 | Cocaina Supereroe                               | IT13 (3 Wo.)IT | Emis Killa feat. Capo Plaza                                                                               |
| 2018 | Casa mia Enemy                                  | IT6 Platin · (3 Wo.)IT | Verkäufe: + 50.000; Noyz Narcos feat. Luchè & Capo Plaza                                                  |
| 2019 | Gang Shit (Remix) Trap Lovers Reloaded          | IT65 (1 Wo.)IT | Dark Polo Gang feat. Gashi & Capo Plaza                                                                   |
| 2019 | Street Advisor Mattoni                          | IT3 Platin · (7 Wo.)IT | Verkäufe: + 100.000; Night Skinny feat. Noyz Narcos, Marracash & Capo Plaza                               |
| 2019 | Gigolò Re mida: Aurum                           | IT1 ×2Doppelplatin · (27 Wo.)IT | Verkäufe: + 140.000; Lazza & Sfera Ebbasta feat. Capo Plaza                                               |
| 2019 | Tutto aposto Dalla Zona                         | IT64 (2 Wo.)IT | Philip feat. Capo Plaza                                                                                   |
| 2020 | Chance Routine                                  | IT1 Gold · (9 Wo.)IT | Verkäufe: + 35.000; Shiva feat. Capo Plaza                                                                |
| 2020 | Amiri Boys Dark Boys Club                       | IT2 Gold · (6 Wo.)IT | Verkäufe: + 35.000; Dark Polo Gang & Tony Effe feat. Capo Plaza                                           |
| 2020 | Opps Elo                                        | IT15 (3 Wo.)IT | DrefGold feat. Capo Plaza                                                                                 |
| 2020 | Polvere Vita Vera Mixtape                       | IT2 ×2Doppelplatin · (14 Wo.)IT | Verkäufe: + 200.000; Tedua, Chris Nolan & Ava feat. Capo Plaza                                            |
| 2020 | Alyx J                                          | IT12 Platin · (11 Wo.)IT | Verkäufe: + 70.000; Lazza feat. Capo Plaza                                                                |
| 2020 | You and Me 1990                                 | IT57 (1 Wo.)IT | Achille Lauro feat. Alexia & Capo Plaza                                                                   |
| 2020 | Telephone BV3                                   | IT8 Gold · (7 Wo.)IT | Verkäufe: + 35.000; Bloody Vinyl, Slait, Tha Supreme, Low Kidd & Young Miles feat. Capo Plaza & Sick Luke |
| 2020 | Slatt Giovane rondo                             | IT10 ×2Doppelplatin · (22 Wo.)IT | Verkäufe: + 140.000; Rondodasosa feat. Capo Plaza                                                         |
| 2020 | Pasticche El Puto Mundo                         | IT46 Platin · (12 Wo.)IT | Verkäufe: + 70.000; Villabanks, Linch & Reizon feat. Capo Plaza                                           |
| 2021 | Nada Djungle                                    | IT73 (1 Wo.)IT | Ty1 feat. Guè Pequeno, Capo Plaza & Pablo Chill-E                                                         |
| 2021 | Ma chérie Delinquente                           | IT74 Gold · (1 Wo.)IT | Baby Gang feat. Capo Plaza                                                                                |
| 2021 | Balaclava Untouchable                           | IT30 Gold · (4 Wo.)IT | Tony Effe feat. Capo Plaza Verkäufe: + 50.000                                                             |
| 2022 | Dream team X2                                   | IT2 Gold · (7 Wo.)IT | Verkäufe: + 50.000; Sick Luke feat. Shiva, Capo Plaza, Tedua & Pyrex                                      |
| 2022 | No Ratz Virus                                   | IT17 (2 Wo.)IT | Noyz Narcos feat. Gué & Capo Plaza                                                                        |
| 2022 | No Luv Trenches Baby                            | IT53 (1 Wo.)IT | Rondodasosa & NKO feat. Capo Plaza                                                                        |
| 2022 | Audi X2 Deluxe                                  | IT41 (1 Wo.)IT | Sick Luke feat. Rhove & Capo Plaza                                                                        |
| 2023 | Arai Nove Chiamate                              | IT10 ×2Doppelplatin · (33 Wo.)IT | Verkäufe: + 200.000; Medy feat. Capo Plaza                                                                |
| 2023 | Chiama 10                                       | IT19 Gold · (5 Wo.)IT | Verkäufe: + 50.000; Drillionaire feat. Salmo & Capo Plaza                                                 |
| 2023 | Parole vuote (La solitudine) La Divina Commedia | IT6 Platin · (16 Wo.)IT | Verkäufe: + 100.000; Tedua feat. Capo Plaza & Shune                                                       |
| 2023 | Nulla accade Motivation4 The Streetz            | IT49 (1 Wo.)IT | Artie 5ive & Rondodasosa feat. Capo Plaza                                                                 |
| 2023 | Ricordi sbiaditi Maltempo                       | IT57 Gold · (7 Wo.)IT | Verkäufe: + 50.000; Medy feat. Capo Plaza                                                                 |
| 2024 | Neve sulle Jordan Nei letti degli altri         | IT66 (2 Wo.)IT | Mahmood feat. Capo Plaza                                                                                  |
| 2024 | Honey Icon                                      | IT10 Platin · (10 Wo.)IT | Verkäufe: + 100.000; Tony Effe feat. Lazza & Capo Plaza                                                   |
| 2024 | Alè Popolari                                    | IT35 Platin · (25 Wo.)IT | Verkäufe: + 100.000; Rhove feat. Capo Plaza                                                               |
| 2024 | Show Me Love Vera Baddie                        | IT50 (4 Wo.)IT | Anna feat. Capo Plaza                                                                                     |
| 2024 | Ghetto Chic Astro                               | IT67 (1 Wo.)IT | Astro feat. Capo Plaza                                                                                    |
| 2024 | Entro nel posto Containers                      | IT2 Gold · (8 Wo.)IT | Verkäufe: + 50.000; Night Skinny feat. Tony Boy, Kid Yugi & Capo Plaza                                    |
| 2024 | Nella trap Containers                           | IT6 (7 Wo.)IT | Night Skinny feat. Artie 5ive, Capo Plaza & Tony Effe                                                     |
| 2024 | Non mi basta mai Going Hard 3                   | IT18 (4 Wo.)IT | Tony Boy feat. Frah Quintale & Capo Plaza                                                                 |
| 2025 | Are U Crazy? La bellavita                       | IT21 (2 Wo.)IT | Artie 5ive feat. Capo Plaza                                                                               |

## Auszeichnungen für Musikverkäufe
Anmerkung: Auszeichnungen in Ländern aus den Charttabellen bzw. Chartboxen sind in ebendiesen zu finden.
| Land/RegionAuszeichnungen für Musikverkäufe (Land/Region, Auszeichnungen, Verkäufe, Quellen) | Gold       | Platin       | Verkäufe  | Quellen |
| -------------------------------------------------------------------------------------------- | ---------- | ------------ | --------- | ------- |
| Italien (FIMI)                                                                               | 35× Gold35 | 78× Platin78 | 6.800.000 | fimi.it |
| Insgesamt                                                                                    | 35× Gold35 | 78× Platin78 |           |         |

## Belege
1. ↑  Linda Codognesi: Capo Plaza è il giovane fuoriclasse della trap italiana. In: Sorrisi.com. Arnoldo Mondadori Editore, 18. April 2018, abgerufen am 9. Mai 2018 (italienisch).
2. ↑  Chartquellen (Alben):
  - Capo Plaza. In: Italiancharts.com. Hung Medien, abgerufen am 3. Dezember 2023.
  - Alben von Capo Plaza. In: Hitparade.ch. Hung Medien, abgerufen am 11. Mai 2018.
3. 1 2  Chartquellen (Singles):
  - Archivio classifiche Top Singoli. FIMI, abgerufen am 17. Dezember 2024 (italienisch).
  - Singles von Capo Plaza. In: Hitparade.ch. Hung Medien, abgerufen am 15. April 2024.

| Personendaten    | Personendaten              |
| ---------------- | -------------------------- |
| NAME             | Capo Plaza                 |
| ALTERNATIVNAMEN  | D’Orso, Luca (Geburtsname) |
| KURZBESCHREIBUNG | italienischer Rapper       |
| GEBURTSDATUM     | 20. April 1998             |
| GEBURTSORT       | Salerno                    |